# Кудрявский, Дмитрий Николаевич
Дмитрий Николаевич Кудрявский (25 октября [5 ноября] 1867, Санкт-Петербург — 9 ноября 1920, Воронеж) — русский языковед, религиовед и историк-индолог.

## Биография
Родился в Санкт-Петербурге 25 октября (6 ноября) 1867 года. Учился в 6-й Санкт-Петербургской гимназии, которую окончил в 1885 году с серебряной медалью. 
В 1889 году окончил историко-филологический факультет Санкт-Петербургского университета (ученик И. П. Минаева) и был оставлен в университете для приготовления к профессорскому званию по кафедре сравнительного языкознания и санскритского языка. В 1894 году был командирован Санкт-Петербургским университетом за границу, где занимался сравнительным синтаксисом и ведийским санскритом под руководством Бертольда Дельбрюка (в Йене). Возвратившись в 1895 году в Санкт-Петербург был допущен к чтению лекций на историко-филологическом факультете в должности приват-доцента. Преподавал греческий язык в частной гимназии Я. Г. Гуревича (1896—1898); 15 декабря 1898 года был назначен и. д. экстраординарного профессора Юрьевского университета по кафедре немецкого и сравнительного языкознания. 
За годы пребывания в Юрьеве Кудрявский создал научную школу. К этой школе относят этнографа и фольклориста Д. К. Зеленина, исследователя прибалтийских языков Яниса Эндзелинса, профессоров В. Н. Евреинова и Л. К. Ильинского, лингвиста-полиглота и общественного деятеля Виллема Эрнитса. После перевода в июне 1918 года университета в Воронеж Кудрявский два года до своей смерти 9 ноября 1920 года читал в Воронежском университете лекции по сравнительному языкознанию и санскриту.
Судьба научного наследия учёного (рукописных материалов, переписки, документов) неизвестна.

## Избранные труды
- «Как жили люди в старину. Очерки первобытной культуры» (М., 1894. — 136 с.)
- «Приём почётного гостя по древнеиндийским правилам домашнего ритуала» (СПб., 1896)
- «Грихья-сутры, как источник для истории индо-европейской бытовой культуры» («Живая старина». — 1896)
- «Руководство к самостоятельному изучению латинского языка» (СПб., 1896)
- «Четыре стадии в жизни древнего индуса» (Юрьев, 1900)
- «Краткий учебник латинского языка в объёме программы фельдшерских школ» (СПб., 1901)
- «Начальная санскритская хрестоматия со словарём и кратким обзором фонетики и морфологии санскритского языка» (Юрьев, 1903)
  - Начальная санскритская хрестоматия со словарем и кратким обзором фонетики и морфологии санскритского языка / Д. Н. Кудрявский ; Российская академия наук, Институт языкознания. — 2-е изд., репр. — М.: АБВ, 2018. — 88 с., [1] л. портр. — (Bibliotheca Sanscritica; 11). — ISBN 978-5-906564-39-9. — 1000 экз.
- «Исследования в области древнеиндийских домашних обрядов. Введение. I. Приём почётного гостя. II. Посвящение мальчика в брахманские ученики» (Юрьев, 1904. — 252 с.; магистерская диссертация).
- Хитопадеша. Доброе наставление. Сборник древнеиндийских рассказов, составленный Нараяной. Перевод и предисловие Д.Кудрявского. (Юрьев, 1908 г., 135 с.)
- «К истории русских деепричастий. Вып. 1: Деепричастия прошедшего времени» (Юрьев, 1916. — 78 с.)
- «Начальный курс санскритского языка : Грамматика. Хрестоматия. Словарь» (Юрьев, 1917 — 173 с.)

## Интересные факты
Интересно, что учебник Кудрявского по языкознанию, изданный в 1912 году, был одним из основных источников работы Сталина «Марксизм и вопросы языкознания» (по воспоминаниям А. С. Чикобавы).
В 1890-х гг. Кудрявский был членом марксистского Союза борьбы за освобождение рабочего класса, одним из руководителей которого являлся Ленин, в 1930-х годах это одобрительно упоминалось членами «Языкофронта» и могло повлиять на интерес Сталина к его книге.